# Sjörröd
Sjörröd è un'area urbana della Svezia situata nel comune di Hässleholm, contea di Scania.
La popolazione risultante dal censimento 2010 era di 1 077 abitanti .